# Sarita Choudhury
Sarita Catherine Louise Choudhury (Londra, 18 agosto 1966) è un'attrice britannica.

## Biografia
Choudhury nasce a Londra nel 1966 da padre indiano originario del Bengala Occidentale, Prabhas Chandra Choudhury, e da madre inglese, Julia Patricia Spring. Ha due fratelli, Kumar Michael Choudhury e Chandra Paul Choudhury. Ha studiato economia alla Queen's University in Ontario, prima di dedicarsi alla recitazione.
Debutta nel film di Mira Nair Mississippi Masala (1991), dove recita al fianco di Denzel Washington. Successivamente recita in altri film della Nair, come La famiglia Perez (1995) e Kamasutra (1996). Nel 1993 prende parte al film La casa degli spiriti, tratto dall'omonimo romanzo di Isabel Allende.
Negli anni seguenti ha un ruolo di supporto nel thriller Delitto perfetto (1998), remake de Il delitto perfetto di Alfred Hitchcock, viene diretta di Sidney Lumet in Gloria (1999) e da Spike Lee in Lei mi odia (2004).
Per la televisione ha recitato in molte serie televisive, tra cui Homicide, 100 Centre Street e Kings. Dal 2011 interpreta il ruolo Mira Berenson in Homeland - Caccia alla spia.

## Filmografia

### Cinema
- Mississippi Masala, regia di Mira Nair (1991)
- Wild West, regia di David Attwood (1992)
- La casa degli spiriti (The House of the Spirits), regia di Bille August (1993)
- La famiglia Perez (The Perez Family), regia di Mira Nair (1995)
- Kamasutra (Kama Sutra: A Tale of Love), regia di Mira Nair (1996)
- Delitto perfetto (A Perfect Murder), regia di Andrew Davis (1998)
- Gloria, regia di Sidney Lumet (1999)
- 3 A.M. - Omicidi nella notte (3 A.M.), regia di Lee Davis (2001)
- Just a Kiss, regia di Fisher Stevens (2002)
- Vizio di famiglia (It Runs in the Family), regia di Fred Schepisi (2003)
- Rhythm of the Saints, regia di Sarah Rogacki (2003)
- Lei mi odia (She Hate Me), regia di Spike Lee (2004)
- Lady in the Water, regia di M. Night Shyamalan (2006)
- Un marito di troppo (The Accidental Husband), regia di Griffin Dunne (2008)
- I figli della mezzanotte (Midnight's Children), regia di Deepa Mehta (2012)
- Admission - Matricole dentro o fuori (Admission), regia di Paul Weitz (2013)
- Hunger Games - Il canto della rivolta - Parte 1 (The Hunger Games: Mockingjay - Part 1), regia di Francis Lawrence (2014)
- Guida per la felicità (Learning to Drive), regia di Isabel Coixet (2014)
- Aspettando il re (A Hologram for the King), regia di Tom Tykwer (2016)
- L'occhio del male (Evil Eye), regia di Elan Dassani e Rajeev Dassani (2020)
- It Snows in Benidorm, regia di Isabel Coixet (2020)
- After Yang, regia di Kogonada (2021)
- Sir Gawain e il Cavaliere Verde (The Green Knight), regia di David Lowery (2021)

### Televisione
- Subway Stories - Cronache metropolitane (SUBWAYStories: Tales from the Underground), regia collettiva – film TV (1997)
- Homicide (Homicide, Life on the Street) – serie TV, 5 episodi (1998-1999)
- 100 Centre Street – serie TV, 8 episodi (2001-2002)
- Law & Order - I due volti della giustizia (Law & Order) – serie TV, 1 episodio (2004)
- Kings – serie TV, 6 episodi (2009)
- Homeland - Caccia alla spia (Homeland) – serie TV, 16 episodi (2011-2020)
- Jessica Jones – serie TV, 7 episodi (2019)
- Modern Love – serie TV, episodio 1x04 (2019)
- Blindspot – serie TV, 6 episodi (2015-2020)
- And Just Like That... – serie TV, 30 episodi (2021-2025)
- Law & Order - Unità vittime speciali (Law & Order: Special Victims Unit) - serie TV, episodio 22x12 (2021)
- Fallout – serie TV, 4 episodi (2024)

## Doppiatrici italiane
Nelle versioni in italiano delle opere in cui ha recitato, Sarita Choudhury è stata doppiata da:
- Roberta Pellini in Lady in the Water, Elementary
- Claudia Catani in Mississippi Masala
- Aurora Cancian in La casa degli spiriti
- Silvia Tognoloni in Kamasutra
- Cristiana Lionello in Vizio di famiglia
- Nunzia Di Somma in Un marito di troppo
- Gilberta Crispino in Hunger Games - Il canto della rivolta - Parte 1
- Emanuela Rossi in Aspettando il re
- Roberta Greganti in Homeland - Caccia alla spia
- Alessandra Cassioli in After Yang
- Irene Di Valmo in And Just Like That...
- Laura Romano in Fallout